# Alekséi Dréyev
Alekséi Sergéyevich Dreyev Алексей Сергеевич Дреев nació el 30 de enero de 1969 en Stávropol  (Unión Soviética ). Es un Gran Maestro Internacional de ajedrez de Rusia. Su máximo nivel de Elo fue 2705, obtenido en octubre de 2003 y de nuevo en abril de 2005.
Fue jugador del Club de Ajedrez Reverté Albox en España, con el que fue Campeón de España por Equipos de División de Honor en 2005.